# Persecuted
Persecuted é um filme de drama produzido nos Estados Unidos, dirigido por Daniel Lusko e lançado em 2014.